# Anna Cramer
Anna Merkje Cramer (Amsterdam, 15 de juliol de 1873 – Blaricum, 4 de juny de 1968) va ser una compositora holandesa.

## Vida i obra
Anna Cramer va nàixer a Amsterdam i va estudiar piano al Conservatori de Música d'Amsterdam al mateix temps que componia les seues cançons. Després de completar els seus estudis al 1897 se'n va anar a Berlín, on va estudiar composició amb Wilhelm Berger.
Al 1903 la seva cançó Wenn die Linde blüht va ser publicada a la revista Die Woche, i al 1906 Ludwig Wüllner va incloure alguns dels seus lieder al seu recital al Concertgebouw d'Amsterdam. L'any següent, dues col·leccions de cançons, Fünf Gedichte von Klaus Groth i the Fünf Gedichte von O.J. Bierbaum, van ser publicades per Fürstner (Berlín).
Entre 1907 i 1908 Cramer estudia a Múnic, on van ser publicats els14 Volkstümliche Lieder. Al 1909 va fer una gira per Holanda acompanyant el baríton Gerald Zalsman i la soprano Jeanne Broek-Landré amb 22 dels seus lieder. Va fer també concerts a París i Berlín. Al 1925 es traslladà a Viena, on treballà amb Walter Simlinger, cantant i compositor. Ell va escriure els llibrets per a les seves dues òperes: Der letzte Tanz i Dr. Pipalumbo.
Cramer era una dona que patia problemes de salut mental. Al 1930 va ser internada en un psiquiàtric, del qual en va ser alliberada el gener de 1931; tornà aleshores a Holanda i es retirà de la vida pública. Cap més de les seves cançons va ser publicada durant la seva vida. Malgrat això, va continuar component.
Durant l'any 1958 va emmagatzemar una maleta de manuscrits en un banc a Amsterdam i els seus problemes de salut mental van empitjorar. Al 1960 va ser hospitalitzada novament, i romangué en una residència d'ancians fins a la seva mort, a l'edat de 94 anys a Blaricum.
La maleta amb els seus manuscrits es va donar a "Haags Gemeentemuseum" i les seves composicions són ara mateix dipositades al "Nederlands Muziekinstituut" a la Haia.

## Característiques i redescobriment de la seva obra
Els lieder de Cramer són majoritàriament o bé diatònics o cromàtics. Els diatònics els trobem a 14 Volkstümliche Lieder, els quals tenen un caràcter folk i són estròfics. Els lieder cromàtics són menys atractius melòdicament, però són dramàticament expressius, complexos harmònicament i plens de dissonàncies. Els acompanyaments són més aviat tractats com a acompanyaments orquestrals. Molts dels seus lieder parlen d'amor i dolor. El més durador i dramàtic, Erwachen in den grellen Tag, amb text de Bierbaum, expressa ràbia extrema. Algunes cançons, aparentment compostes durant la seva estança a Viena, recorden el cabaret.
La música de Cramer va ser redescoberta després de la seva mort per Willem Noske, l'interès per la seva música va anar creixent a Holanda i alguns músics van programar per a concerts algunes de les seves obres. El 2010 es van editar el CD "Anna Cramer - Songs" i els dos paquets de cançons "10 Liliencronlieder" i "Selected Songs 2", amb cançons de piano d'Anna Cramer.

## Composicions
- Sechs Lieder, op. 4 – Erwachen in den grellen Tag
- Sechs Lieder, op. 4 – Ave Rosa
- Sechs Lieder, op. 4 – Michel mit der Lanze
- Sechs Lieder, op. 4 – Vale
- Sechs Lieder, op. 4 – Auftrag
- Sechs Lieder, op. 4 – Waldhornklänge
- Wenn die Linde blüht
- Fünf Gedichte, op. 1 – Bispill
- Fünf Gedichte, op. 1 – Bussemann
- Fünf Gedichte, op. 1 – Wa heet se doch?
- Fünf Gedichte, op. 1 – De Jäger
- Fünf Gedichte, op. 1 – Int Holt
- Schlafliedchen für’s Peterle
- Zehn Gedichte – Souvenir de Malmaison
- Zehn Gedichte – In einer grossen Stadt
- Zehn Gedichte – Blümekens
- Zehn Gedichte – Briefwechsel
- Zehn Gedichte – Spruch
- Zehn Gedichte – Meiner Mutter
- Zehn Gedichte – Auf einer grünen Wiese
- Zehn Gedichte – Nach dem Balle
- Zehn Gedichte – Siegesfest
- Zehn Gedichte – Fatinga
- Zwei Notturnos – Im Pavillon
- Zwei Notturnos – Am Meer
- Wenn der Abend sinkt
- Der letzte Tanz, opera
- Dr. Pipalumbo, opera

La seva música va ser gravada en CD:
- Anna Cramer Songs (1 Jan 2011) Aliud AL 051